# 225321 Stevenkoenig
225321 Stevenkoenig è un asteroide della fascia principale. Scoperto nel 1997, presenta un'orbita caratterizzata da un semiasse maggiore pari a 2,4783433 au e da un'eccentricità di 0,2136026, inclinata di 15,12469° rispetto all'eclittica.